# K Bye for Now (SWT Live)
K Bye for Now (SWT Live)  è il primo album live della cantante statunitense Ariana Grande, pubblicato il 23 dicembre 2019 su etichetta discografica Republic Records.

## Descrizione e pubblicazione
Ariana Grande ha intrapreso lo Sweetener World Tour da marzo a dicembre 2019 per promuovere i suoi album Sweetener (2018) e Thank U, Next (2019). Il 17 ottobre 2019, in un post su Twitter, la cantante ha affermato di aver selezionato le sue esibizioni preferite "nel caso [i fan] volessero un album live un giorno". Nel corso del mese successivo ha continuato a pubblicare audio di sue esibizioni dal vivo, e il 10 dicembre ha promesso che l'album live sarebbe uscito il mese stesso. Dal giorno successivo è stato possibile pre-salvare l'album su Spotify; la cantante ha inoltre confermato la lista tracce. K Bye for Now (SWT Live) è stato pubblicato in digitale e sulle piattaforme di streaming il 23 dicembre 2019 in seguito all'ultimo concerto della tournée a Inglewood, in California.

## Tracce
1. Raindrops (An Angel Cried) – 0:43
2. God Is a Woman – 3:33
3. Bad Idea – 3:32
4. Break Up with Your Girlfriend, I'm Bored – 3:43
5. R.E.M – 2:57
6. Be Alright – 2:54
7. Sweetener – 2:54
8. Successful – 2:05
9. Side to Side – 4:20
10. 7 Rings – 3:46
11. Love Me Harder – 1:23
12. Breathin – 3:28
13. Needy – 2:54
14. Fake Smile – 3:25
15. Make Up – 2:18
16. Right There – 1:39
17. You'll Never Know – 1:21
18. Break Your Heart Right Back – 2:14
19. NASA – 3:05
20. Tattooed Heart – 3:23
21. Only 1 – 2:42
22. Goodnight n Go – 3:08
23. Get Well Soon – 3:27
24. In My Head (Interlude) – 2:30
25. Everytime – 2:11
26. The Light Is Coming – 2:10
27. Into You – 2:59
28. My Heart Belongs to Daddy – 1:47
29. Dangerous Woman – 3:53
30. Break Free – 2:31
31. No Tears Left to Cry – 3:53
32. Thank U, Next – 6:29

## Classifiche
| Classifica (2019-21) | Posizione massima |
| -------------------- | ----------------- |
| Australia            | 89                |
| Francia              | 109               |
| Grecia               | 29                |
| Paesi Bassi          | 57                |
| Portogallo           | 12                |
| Scozia               | 41                |
| Stati Uniti          | 79                |
| Svizzera             | 93                |

## Date di pubblicazione
| Region      | Data             | Formato                      | Etichetta | Note   |
| ----------- | ---------------- | ---------------------------- | --------- | ------ |
| Mondo       | 23 dicembre 2019 | Download digitale, streaming | Republic  | [ 14 ] |
| Stati Uniti | 12 giugno 2021   | CD, LP                       | Republic  | [ 15 ] |
| Giappone    | 14 luglio 2021   | CD                           | Universal | [ 16 ] |